# Eremella ensifera
Eremella ensifera är en kvalsterart som beskrevs av Balogh och Sandór Mahunka 1968. Eremella ensifera ingår i släktet Eremella och familjen Eremellidae. Inga underarter finns listade i Catalogue of Life.